# Maurizio Gaudino
Maurizio Gaudino (Brühl, 12 de dezembro de 1966) é um ex-futebolista alemão. Atuava como meio-campista, se destacando mais por Stuttgart e Eintracht Frankfurt.

## Carreira em clubes
Gaudino, filho de italianos da Campânia que migraram para a Alemanha Ocidental, foi descoberto nas categorias de base do TSG Rheinau e do Waldhof Mannheim, fazendo a sua estreia como profissional em 1984, com a camisa deste último.
Deixou o Mannheim em 1997, sendo contratado pelo Stuttgart. Atuou na decisão da Copa da UEFA (atual Liga Europa) de 1988-89, onde sua equipe perdeu para o Napoli, então liderado por Diego Maradona. Em 1993, assinou com o Eintracht Frankfurt, onde teve atuações convincentes. Tal desempenho renderia sua primeira convocação para a Seleção Alemã, comandada por Berti Vogts.
Por ter faltado a um treino do Eintracht, juntamente com Jay-Jay Okocha e Tony Yeboah (que foi suspenso), Gaudino foi emprestado a Manchester City, onde teve destacada passagem (apesar do curto período em que esteve no time inglês) e América do México (sem tanto destaque). Dispensado do Eintracht em 1997, rodou por Basel, Bochum e Antalyaspor, onde seria rebaixado junto com o time, em 2002, culminando com a interrupção de sua carreira.
Retornou aos gramados ainda em 2002, pelo Eintracht Wald-Michelbach, onde não jogou. Encerrou de vez sua carreira em 2005, atuando em uma única partida na sua segunda passagem pelo Waldhof, onde se tornaria diretor-esportivo pouco depois. No ano seguinte, disputou um jogo beneficente entre Inglaterra e Alemanha, com a participação de ex-jogadores e celebridades - chegou a sofrer um desarme de rugby do futuro primeiro-ministro britânico Boris Johnson.
Também foi técnico interino dos Waldhof Boys em 6 partidas e no Sonnenhof Großaspach em 2007, além de ter sido diretor de futebol no SSV Reutlingen 05 e no Wacker Nordhausen.

## Seleção Alemã
Gaudino defendeu a Seleção Alemã entre 1993 e 1994, marcando um gol em cinco jogos.
Presente na convocação de Berti Vogts para a Copa de 1994, o meio-campista não entrou em campo em nenhuma das cinco partidas do Nationalelf na competição.

## Vida pessoal
É pai do também futebolista Gianluca Gaudino, que profissionalizou-se pelo Bayern de Munique em 2014.

## Títulos
VfB Stuttgart
- Bundesliga: 1 (1991–92)